# Rakůvka
Rakůvka település Csehországban, a Prostějovi járásban. Rakůvka Ochoz, Raková u Konice, Hvozd, Hačky és Bohuslavice településekkel határos. Lakosainak száma 106 fő (2024. január 1.).

## Népesség
A település lakosságának változását az alábbi diagram mutatja:
| Lakosok száma | 183  | 221  | 222  | 162  | 127  | 96   | 97   | 94   | 94   | 106  |
|               | 1869 | 1900 | 1921 | 1961 | 1980 | 2011 | 2016 | 2019 | 2021 | 2024 |